# بروستر إتش شو
بروستر إتش شو (بالإنجليزية: Brewster H. Shaw)‏ هو رائد فضاء وضابط وطيار أمريكي، ولد في 16 مايو 1945 في كاس سيتي في الولايات المتحدة.

## وصلات خارجية
- بروستر إتش شو على موقع ميوزك برينز (الإنجليزية)